# Günter Theißen
Günter Theißen (Mönchengladbach, 16 gennaio 1962) è un genetista tedesco.
È titolare della Cattedra di genetica all'Università di Jena in Germania.

## Biografia
Günter Theißen ha studiato biologia all'Università di Düsseldorf e ha ottenuto il titolo di dottore di ricerca nel 1991 nello stesso luogo. Tra il 1992 e il 2001 fu capogruppo dell'Istituto Max Planck di ricerca sulla coltivazione vegetale a Colonia. Ha conseguito l'abilitazione alla libera docenza all'Università di Colonia nel 2000. Un anno dopo è stato professore associato all'Università di Münster. Nel 2002, divenne titolare della Cattedra di genetica all'Università di Jena.

## Ricerca
Tra le altre mansioni, si occupa di ricerca scientifica in genetica molecolare ed evoluzione dello sviluppo vegetale. In particolare indaga sui fattori di trascrizione dei geni della "MADS-box". Ha proposto alcuni modelli di sviluppo ed evoluzione delle piante sulla base di risultati sperimentali. Nel 2001 ha suggerito il concetto del quartetto fiorale secondo cui quattro fattori di trascrizione di MADS-box cooperano per determinare diversi tipi di organi fiorali. Ha classificato alcuni mutanti omeotici come "mostri di belle speranze" (hopeful monsters) secondo Goldschmidt.